# M2M (Popgruppe)
M2M ist ein norwegisches Pop-Duo bestehend aus Marion Raven und Marit Larsen, das Mitte der 1990er gegründet wurde und sich im September 2002 trennte.
Im September 2024 gab das Duo seine Wiedervereinigung bekannt.

## Diskografie

### Studioalben
- 2000: Shades of Purple
- 2002: The Big Room

### Kompilationen
- 2003: The Day You Went Away: The Best of M2M

### EPs
- 2019: The Acoustic EP
- 2025: Still in My Dreams

### Singles
- 1999: Don’t Say You Love Me
- 2000: Mirror Mirror
- 2000: Everything You Do
- 2002: What You Do About Me
- 2002: Everything

## Auszeichnungen für Musikverkäufe
| Goldene Schallplatte - Australien - 2000: für die Single Don’t Say You Love Me |

Anmerkung: Auszeichnungen in Ländern aus den Charttabellen bzw. Chartboxen sind in ebendiesen zu finden.
| Land/RegionAuszeichnungen für Musikverkäufe (Land/Region, Auszeichnungen, Verkäufe, Quellen) | Gold     | Platin | Verkäufe  | Quellen     |
| -------------------------------------------------------------------------------------------- | -------- | ------ | --------- | ----------- |
| Australien (ARIA)                                                                            | Gold1    | —      | 35.000    | aria.com.au |
| Vereinigte Staaten (RIAA)                                                                    | 2× Gold2 | —      | 1.000.000 | riaa.com    |
| Insgesamt                                                                                    | 3× Gold3 | —      |           |             |

## Belege
1. 1 2  Chartquellen: DE CH UK US US2 NO
2. ↑  Intisaar Ali: Popduoen M2M gjenforenes. In: Verdens Gang. 22. September 2024, abgerufen am 22. September 2024 (norwegisch).